# Ларрі Лаффер
Лоуренс Лаффер (англ. Larry Laffer) — це ігровий персонаж і головний герой серії пригодницьких відеоігор Leisure Suit Larry, створених Елом Лоу і Марком Кроу для Leisure Suit Larry in the Land of the Lounge Lizards у 1987 році, згодом озвучених Джаном Рабсоном. Ларрі — лисіючий ботанік, який після довічної незайманості раптово став одержимим сексом і тепер живе новим життям, незграбно намагаючись спокусити привабливих жінок і зазвичай зазнаючи невдачі. Завдяки популярності серії наприкінці 1980-х - на початку 1990-х років, Ларрі став одним із найвідоміших персонажів відеоігор тієї епохи. 

## Появи
Згідно з передісторією, Ларрі Лаффер був ботаніком все своє життя і зрештою став програмістом. Він ніколи не мав близьких стосунків з друзями, жінками чи колегами, і кожен день його життя був однаковим, адже він жив з матір'ю. Близько свого 38-го дня народження в його мозку пролунав сексуальний сигнал, і він почав мати перші хтиві думки, коли почав читати дорослі журнали й не міг зосередитися на роботі. Через це його життя було зруйноване: його звільнили з роботи, а коли він повернувся додому, він виявив, що його будинок був проданий, а мати поїхала у відпустку. Тоді Ларрі вирішив перевернути нову сторінку у своєму житті, залишивши все і переїхав до міста Lost Wages (гра слів на Лас-Вегас), де, вважаючи, що стилі 1970-х все ще в тренді, купив поліестеровий костюм для дозвілля. Він продав свій Volkswagen Bug на звалище за $94 й опинився біля бару Лефті, де починається перша гра Leisure Suit Larry in the Land of the Lounge Lizards.
Протягом серії ігор Ларрі втрачає цноту, одружується двічі (і двічі розлучається), стає героєм тропічного острова Нонтунайт у Leisure Suit Larry Goes Looking for Love (in Several Wrong Places), і зрештою, у Leisure Suit Larry III: Passionate Patti in Pursuit of the Pulsating Pectorals, зустрічає свою напівдругу половинку, красиву жінку, на ім'я Пристрасна Патті (якою гравець керує в деяких частинах цієї гри, а також у Leisure Suit Larry 5: Passionate Patti Does a Little Undercover Work). Однак у його більш пізніх іграх Патті відсутня, і Ларрі знову блукає сам. The Official Book of Leisure Suit Larry, написана між Leisure Suit Larry 6: Shape Up or Slip Out! і Leisure Suit Larry: Love for Sail!, натякає, що Ларрі все ще був заручений з Патті в той період, але Ел Лоу сказав у 1999 році, «Я сумніваюся, що Патті знову повернеться, щоб переслідувати Ларрі.» Крім його пригодницької серії ігор, Ларрі з'являється в Hoyle Book of Games, Volume I, The Laffer Utilities, Larry Pops Up!, Leisure Suit Larry's Casino, Leisure Suit Larry's Sexy Pinball, Leisure Suit Larry Bikini Beach Volley, мобільній версії Love for Sail та онлайн-казино Larry Casino.

## Концепція та дизайн
Щодо чоловічого шовінізму Ларрі, його дизайнер Ел Лоу сказав, що Ларрі задуманий як сатира на цей тип чоловіків, а не як його схвалення. Лоу сказав, що він шукав нестандартного головного героя для пригодницької гри, який міг би стати «об'єктом усіх жартів» у грі, яка не стосуватиметься порятунку світу чи принцес, а скоріше дорослих тем з використанням гумору. Він згадував: «Я намагався зробити його протилежністю моделі GQ: низьким, з надмірною вагою, лисіючим, з зачіскою типу "гребінець", і так далі. Ларрі не в формі, втрачає волосся, не дуже успішний з жінками, завжди думає про секс — іншими словами, він точно такий, як більшість хлопців. (...) Найскладніше було зробити Ларрі симпатичним, оскільки з першого погляду він здається улесливим, сексистським і неприємним. Я намагався зробити Ларрі схожим на більшість хлопців, яких я знаю: ні дурнів, ні геніїв, в основному чесних і добрих, з бажанням отримати більше сексу, ніж вони насправді отримують. Чоловіки співвідносяться з Ларрі, тому що незалежно від того, наскільки ти невдаха, ти не такий поганий, як Ларрі!»
За словами Лоу, Ларрі «був змодельований за образом продавця для Sierra On-Line, який залишиться неназваним. Він повертався з продажу і вихвалявся нам, скільки дівчат він завоював. Ті з нас, хто сидів і кодував, ненавиділи його.» Під час створення Leisure Suit Larry in the Land of the Lounge Lizards співробітникам Sierra On-Line потрібно було вирішити ім'я персонажа. Вони погодилися, що його слід назвати на честь певного Джеррі (Лоу ніколи не розкрив його прізвище), який відвідував його на роботі й став відомим у студіях Sierra. Джеррі вважав себе великим коханцем і став сумнозвісною комічною точкою відліку серед персоналу, тому творці гри погодилися, що, оскільки персонаж Джеррі підходить до головного героя гри, вони повинні жартівливо присвятити йому це ім'я. Однак, оскільки вони вважали аморальним використовувати повне ім'я реальної людини як комічний відліт, «Джеррі» було змінено на «Ларрі», схоже ім'я, на честь адвоката з травм Ларрі Г. Паркера, дитячого друга Лоу. Лоу довелося знайти нове прізвище, і, маючи на увазі багато L-слів у назві, він проглянув том 'L' енциклопедії, щоб знайти відповідне слово чи ім'я. Він натрапив на статтю про Артура Лаффера, і це ім'я привернуло його увагу через його фонетичну схожість зі 'сміхом'. Артур Лаффер протягом багатьох років не знав про існування ігор, поки набагато пізніше Лоу не надіслав листа з проханням дозволити публікацію програми під назвою Laffer Utilities, спінофу Ларрі, яка потенційно могла б заплутати громадськість через неоднозначну назву. Лаффер запитав у своєї секретарки, чи вона знає про ці ігри, і вона сказала йому, що грала в них багато років, але ніколи не проводила зв'язок. Лаффер дав дозвіл і також відвідав студії Sierra.
Однією з фірмових фраз Ларрі є його спосіб представлення себе: «Привіт, мене звуть Ларрі; Ларрі Лаффер», що є посиланням на стиль представлення Джеймса Бонда, «Мене звуть Бонд; Джеймс Бонд». Частина «Leisure Suit» з'явилася з висловлювання Лоу засновнику Sierra Кену Вільямсу, що попередниця серії Softporn Adventure була настільки застарілою, що повинна була носити костюм для дозвілля. Решта його зовнішнього вигляду включає «гавайську сорочку, золоту медальйонку і накладний волос на грудях, тому що [Лоу] хотів, щоб він був якомога більш недоречним.» Спочатку Ларрі був типовим 16-колірним спрайтом, хоча на обкладинках коробок його зображали як мультфільм з величезною трикутною головою і носом. Лоу сказав про ніс Ларрі: «Коли ми почали, [художник Sierra] Марк Кроу дав мені вибір: у Ларрі міг бути або великий ніс, або взагалі без носа, тому що з лише 160 пікселями по горизонталі, його 'піксель носа' міг бути або увімкненим, або вимкненим. Пізніше, коли розвивалися графіка, вигляд Ларрі став більш витонченим, але завжди відповідав його образу невдахи.» З розвитком технологій, що дозволяли більш мультяшну графіку, ігри VGA оновили спрайт, щоб він нагадував зображення Ларрі на обкладинках. У пізніших іграх з повним звуковим супроводом Ларрі озвучував актор Джан Рабсон у всіх іграх, крім Leisure Suit Larry: Box Office Bust, де його озвучував Джефрі Тембор.

## Сприйняття
The Seattle Times в 1995 році
За даними Zero у 1992 році, Ларрі Лаффер був »улюбленцем серед користувачів ПК протягом багатьох років», і GameSpot пізніше згадав, як особисті недоліки Ларрі допомогли «перетворити непривабливого антигероя на дійну корову» для Sierra On-Line у той час. У 1995 році Next Generation зазначив, що «Широко вважається, що Ларрі (Leisure Suit і все таке) є найбільш поширеним персонажем комп'ютерних ігор, завдяки ранньому введенню гри, її численним сіквелам і добрим старомодним піратством.» Лоу сказав «Sierra опитала гравців Larry і з'ясувала, що вони сильно відповідають геймерам в цілому, з одним винятком: більша частка — це жінки! Моя теорія полягає в тому, що жінки співвідносяться з Ларрі, тому що принаймні раз вони всі зустрічалися з таким придурком, як він.»
Німецький журнал PC Games поставив Ларрі на шосте місце у своєму списку найкращих ігрових персонажів усіх часів у 2002 році, як «ніхто не провалюється так смішно, як сумнозвісний герой пригодницької гри Ела Лоу.» Retro Gamer включив його до свого списку топ-50 ігрових героїв у 2004 році, відзначивши, що «після кількох епізодів Ларрі все ще такий же лисий і невдалий, як і раніше, але він ніколи не зупиниться у своєму нескінченному квесті за коханням.» Він був визнаний 45-м найкращим персонажем відеоігор усіх часів у онлайн-опитуванні на сайті Guinness World Records Gamer's Edition у 2011 році.
Журнал Arcade поставив його на шосте місце у своєму топсписку «персонажів відеоігор, які живуть для азарту гонитви» у 2000 році, а ScrewAttack поставив його на третє місце у своєму списку найкращих збоченців у відеоіграх у 2010 році. Complex поставив його на третє місце серед «справді потворних добрих хлопців» у 2011 році, а також другим серед найкращих «збоченців у відеоіграх» у 2012 році. У 2012 році Zoomin.TV поставив його на перше місце серед збоченців у іграх, ScrewAttack поставив його на шосте місце у своєму списку найкращих «хуліганів у іграх», а GamesRadar включив його до списку «13 найневдаліших виродків у іграх». У 2013 році Game Informer назвав його «одним з найбільш сумнозвісних персонажів у відеоіграх, принаймні серед тих, хто все ще пам'ятає його за іменем», а Complex вручив йому нагороду "Mr. Thirst" за найжаданіший персонаж відеоігор усіх часів.
Ларрі зробив камео типу омажу в епізоді Spaceballs: The Animated Series «Grand Theft Starship» і був згаданий Чарльзом Строссом у Asimov's Science Fiction. Ларрі назвали «пожадливим» восьминогом в Акваріумі Сіетла.

## Зовнішні посилання
- LarryLaffer.net